# دييغو توريس أورتيز
دييغو توريس أورتيز (بالإسبانية: Diego Torres Ortíz)‏ (27 أكتوبر 1979 في المكسيك - ) هو مدرب كرة قدم ولاعب كرة قدم مكسيكي في مركز الهجوم. لعب مع نادي تيكوس.

## وصلات خارجية
- دييغو توريس أورتيز على موقع قاعدة بيانات كرة القدم.إي يو (الإنجليزية)